# Sune Rose Wagner
Sune Rose Wagner (né le 24 juillet 1973 à Sønderborg au Danemark) est un chanteur, guitariste et compositeur danois du groupe de rock The Raveonettes, en duo avec Sharin Foo. 

## Biographie
Il fait partie d'un premier groupe, Psyched Up Janis (en) (avec lequel il sort trois albums), et collabore avec plusieurs autres, comme Black Sun et Viva Vertigo, se produisant à Londres et aux États-Unis. En 2001, il rencontre à New York la chanteuse et musicienne Sharin Foo, avec qui il fonde le groupe The Raveonettes, qui connaît un succès mondial à travers leurs albums successifs. Parallèlement aux sept albums du duo, il a sorti un album solo en 2008, intitulé Sune Rose Wagner. 
Il est également ingénieur du son et producteur ; ses compositions ont été utilisées dans de nombreux films.

## Discographie

### Avec Psyched Up Janis[5]
- 1994 Swell
- 1997 Beats Me
- 1999 Enter the Super Peppermint Lounge

### Avec The Raveonettes
- 2003 Chain Gang of Love
- 2005 Pretty in Black
- 2007 Lust Lust Lust
- 2009 In and Out of Control
- 2011 Raven In The Grave
- 2012 Observator
- 2014 Pe'ahi

### EP
- 6 août 2002 : Whip It On (Sony Records)
- 23 septembre 2008 : Sometimes They Drop By (Vice Records)
- 21 octobre 2008 : Beauty Dies (Vice Records)
- 25 novembre 2008 : Wishing You a Rave Christmas (Vice Records)
- 24 avril 2012 : Into the Night (The Orchard)

### Albums solo
- Sune Rose Wagner (2008), Auditorium[6]

### Soundtracks
- Songs of a Soundtrack (2009)

### Singles
- Hvad Der Sker (2008), Auditorium[7]
- Nu Rider Vi Stormen Af (2010) - avec Michael Falch

### En tant que producteur
- Crimes of Passion de  Crocodiles (2013)[8]
- Too True de Dum Dum Girls (2014)